# Abdullahi Ibrahim Alhassan
Abdullahi Ibrahim Alhassan (Kano, 3 de noviembre de 1996) es un futbolista nigeriano. Juega de centrocampista y su equipo es el Leixões S. C. de la Segunda División de Portugal.

## Selección nacional
Alhassan fue convocado para representar a su país en el Campeonato Africano Sub-17 de 2013, sin embargo antes del torneo fue sometido a una tomografía por resonancia magnética por orden de la CAF con el propósito de comprobar si el jugador tenía la edad que afirmaba tener. Las dudas creadas tras la prueba forzaron al combinado nigeriano a prescindir del jugador para el torneo. Al año siguiente Alhassan se sumaría a la selección de fútbol sub-20 de Nigeria, siendo parte del equipo que ganó el Campeonato Juvenil Africano de 2015 sin ser objetado esta vez por su edad.
Ha sido internacional con la selección de Nigeria en dos ocasiones.

## Clubes
| Club                 | País     | Año       |
| -------------------- | -------- | --------- |
| Wikki Tourists F. C. | Nigeria  | 2015-2016 |
| Akwa United F. C.    | Nigeria  | 2016-2017 |
| F. K. Austria Viena  | Austria  | 2017-2018 |
| C. D. Nacional       | Portugal | 2018-2022 |
| K Beerschot VA       | Bélgica  | 2022-2024 |
| Boavista F. C.       | Portugal | 2024      |
| Leixões S. C.        | Portugal | 2024-     |